# Heinrich Sass
Heinrich Sass, auch Saß (* 21. August 1859; † 2. Mai 1941) war ein deutscher Vizeadmiral der Kaiserlichen Marine.

## Leben
Heinrich Sass trat am 23. April 1878 in die Kaiserliche Marine ein. Zum 19. März 1885 erhielt er das Patent als Leutnant zur See und war 1888 Kompanieoffizier bei der II. Werftdivision in Wilhelmshaven. 1891 war er im I. Coetus an der Marineschule und wurde zum Herbst 1891 zum II. Coetus kommandiert.
Als Kapitänleutnant (Beförderung am 5. September 1892) war er ab 14. August 1893 Instrukteur auf dem Schulschiff Mars. Am 15. Januar 1894 wurde er zum Assistent bei der Torpedowerkstatt Friedrichsort ernannt. Von Juni 1896 bis September 1896 war er in Vertretung Direktor der Torpedowerkstatt Friedrichsort und wurde zum Oktober 1896 durch Bernhard Meyeringh ersetzt.

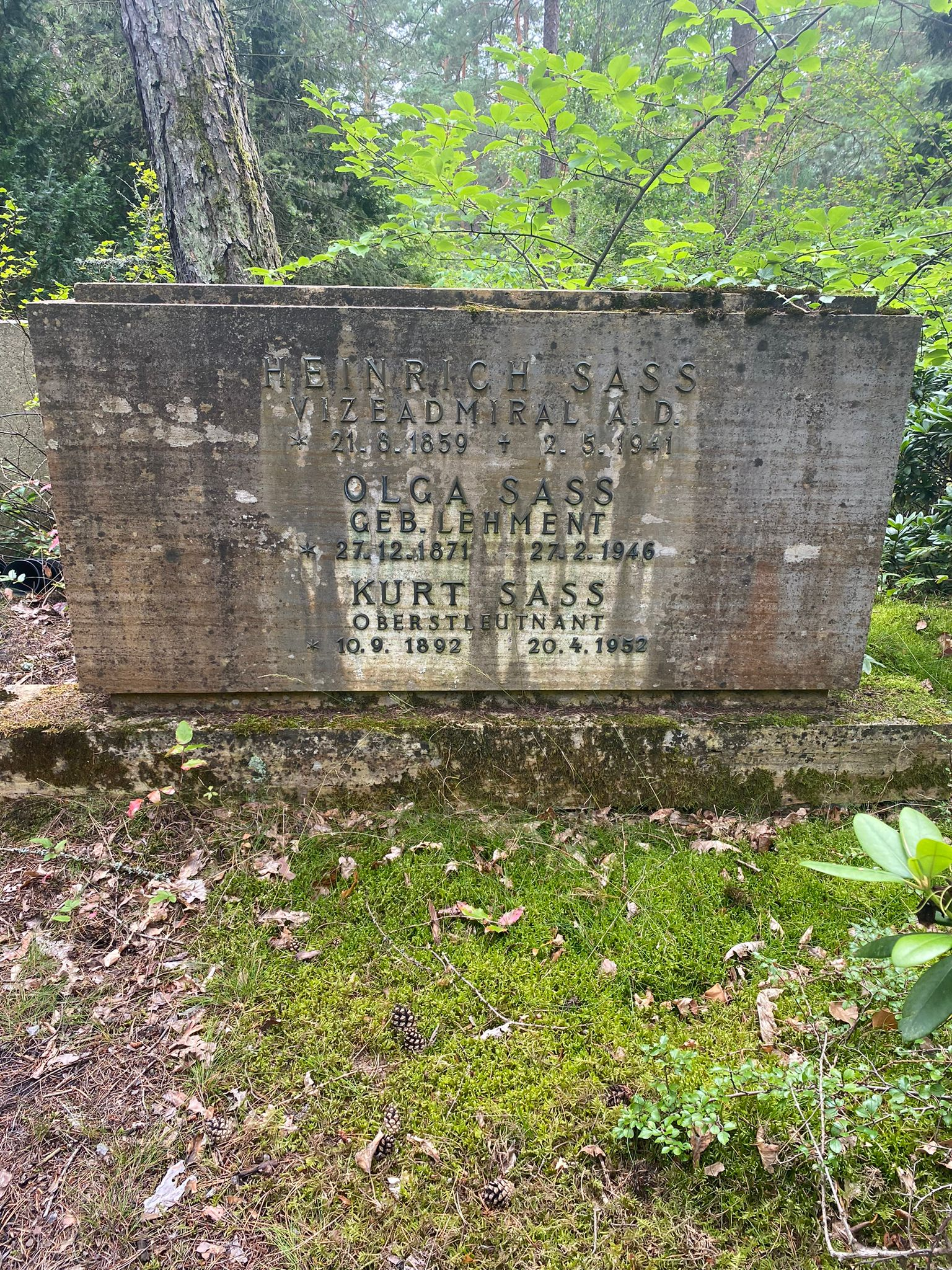
Grabstätte auf dem Südwestkirchhof Stahnsdorf

Als Korvettenkapitän (Beförderung am 16. Mai 1899) wurde er als Erster Offizier der Wörth 1899 Torpedodirektor der Kaiserlichen Werft Kiel.
1902 war er erst zur Verfügung des Chefs des I. Geschwaders gesetzt und dann mit Unterbrechung von Oktober 1902 bis September 1903 Kommandant der Niobe. Von April 1903 bis Juni 1903 war Korvettenkapitän Franz Hipper Kommandant der Niobe. Anschließend war er bis zur zwischenzeitlichen Außerdienststellung am 3. August 1904 Kommandant der Gazelle und wurde in dieser Position zum Fregattenkapitän befördert.
Am 27. Januar 1905 zum Kapitän zur See befördert, war er im gleichen Jahr Vorstand des Zentralressorts der Kaiserlichen Werft Kiel und gleichzeitig Assistent des Oberwerftdirektors der Werft Kiel.
Von April 1907 bis September 1909 war er Kommandant der Lothringen. Mit Patent vom 26. Dezember 1909 wurde er Konteradmiral und wurde später Präses der Schiffsprüfungskommission in Kiel. Als Anfang 1911 ein III. Geschwader eingerichtet wurde, wurde Sass zusätzlich dort 2. Admiral. Am 14. Dezember 1912 wurde er mit dem Charakter als Vizeadmiral ausgezeichnet und zur Disposition gestellt.
Ab Juni 1918 war er bis Kriegsende Präses der Preisprüfungsstelle im Reichsmarineamt in Berlin.
Bis 1912 hatte er u. a. den Roten Adlerorden 2. Klasse mit Eichenlaub, den Kronen-Orden 2. Klasse mit dem Stern, das Ehrenoffizierkreuz des Großherzoglich Oldenburgischen Haus- und Verdienstorden des Herzogs Peter Friedrich Ludwig, den St.-Stanislaus-Orden 2. Klasse mit dem Stern verliehen bekommen und war Offizier des Ritterorden von Avis.
Seine Tochter Olga heiratete 1924 den späteren Oberst der Wehrmacht und Genealogen Friedwald Moeller.
Die letzte Ruhestätte Heinrich Sass’ befindet sich auf dem Südwestkirchhof Stahnsdorf.